# Nowe Państwo (czasopismo)
Nowe Państwo – czasopismo społeczno-polityczne o orientacji konserwatywnej, ukazujące się od 15 marca 1993. Początkowo jako ukazujący się nieregularnie niskonakładowy przegląd polityczny i parlamentarny, a od marca 1994 jako dostępny w szerokim kolportażu miesięcznik. W grudniu 1995 „Nowe Państwo” przekształciło się w tygodnik.

## Charakterystyka
Publikowali w nim m.in. Cezary Michalski, Piotr Zaremba, Igor Zalewski, Robert Mazurek, Konrad Kołodziejski, Robert Krasowski, Piotr Semka, Joanna Kluzik-Rostkowska, Wojciech Wencel, Paweł Siennicki, Tomasz Łysiak (felietony i rysunki), Grzegorz Jankowski, Jan Wróbel, Stanisław Remuszko, historycy Wojciech Roszkowski i Jan Stanisław Ciechanowski oraz politycy Ludwik Dorn (używający w swoich felietonach pseudonimu Dorota Lutecka) czy Stefan Niesiołowski. Pierwszym redaktorem naczelnym „Nowego Państwa” był Adam Lipiński, później zastąpił go Anatol Arciuch.
„Nowe Państwo” do końca 2001 roku ukazywało się jako tygodnik, później wychodziło jako miesięcznik. Od 2006 roku ukazuje się jako kwartalnik. W tym czasie redaktorem naczelnym został filozof i publicysta Michał Szułdrzyński. Wśród publicystów znaleźli się m.in. Ryszard Legutko, Maciej Iłowiecki, Barbara Fedyszak-Radziejowska, Andrzej Talaga, Wiesław Chełminiak, Jarosław Flis, Tomasz Terlikowski, Piotr Legutko, Dorota Kania i inni.
W pierwszym okresie istnienia pisma wydawcą tygodnika była spółka Srebrna S.A., na czele której stał polityk PiS Adam Lipiński (głównym udziałowcem w spółce jest Fundacja Prasowa „Solidarność”, na czele której stoi Jarosław Kaczyński). Od czerwca 2008 wydawcą jest Niezależne Wydawnictwo Polskie, wydawca „Gazety Polskiej”. a funkcję redaktora naczelnego objęła dziennikarka GP Katarzyna Gójska-Hejke.
W 2009 miesięcznik kwartalnik Nowe Państwo połączył się z miesięcznikiem Niezależna Gazeta Polska i od września 2009 ukazuje się jako miesięcznik Niezależna Gazeta Polska – Nowe Państwo.
27 lutego 2011 rozpoczęła funkcjonowanie witryna internetowa pisma www.panstwo.net, na której są zamieszczone archiwalne artykuły, które ukazywały się w periodyku.